# آندریاس ونوپولوس
آندریاس ونوپولوس (انگلیسی: Andreas Vgenopoulos؛ زادهٔ ۴ ژانویهٔ ۱۹۵۳) کارآفرین، بازرگان، وکیل، بانکدار و مدیر ارشد اجرایی و بازیکن فوتبال بازنشسته یونانی است، که در حال حاضر به‌عنوان رئیس هیئت مدیره گروه مالی مارفین فعالیت می‌کند. وی همچنین بزرگترین سهامدار باشگاه فوتبال پاناتینایکوس نیز بشمار می‌آید.